# タイキシャトル
タイキシャトル（欧字名:Taiki Shuttle、1994年3月23日 - 2022年8月17日）は、日本の競走馬、種牡馬。

## 概要
主戦騎手は岡部幸雄（ただし2戦は横山典弘が騎乗）。フランスのジャック・ル・マロワ賞を含め国内外でGI競走5勝を挙げ、1998年に短距離路線で活躍した競走馬として、また外国産馬として中央競馬史上初めて年度代表馬に選出され、同年フランスの年度代表馬顕彰（エルメス賞）において最優秀古馬に選出された。引退後の1999年1月28日には、史上25頭目の顕彰馬に選出された。日本の誇るマイラーと評された。

## 誕生からデビューまで
1994年3月23日、アメリカ合衆国のタイキファームで生まれる。母のウェルシュマフィンは現役時9戦3勝。北米で競走生活を送り、岡部幸雄も2戦に騎乗している。競走生活を引退後同ファームにおいて繋養された。1995年初頭にアイルランドへ移送され、調教を施される。その後、日本において藤沢和雄の管理のもとでデビューすることが決定。1996年7月に北海道・大樹ファームへ移送された。
タイキシャトルは当初、同年秋に美浦トレーニングセンターにある藤沢厩舎に入厩する予定であったが、脚部の負傷や蹄の化膿によって予定が遅れ、翌1997年2月5日に藤沢厩舎に入厩した。入厩後も脚下のモヤモヤに悩まされ、さらに調教で走らせる度にソエが悪化したため、デビューが遅れることになった。

## 競走馬時代

### 4歳時（1997年）
ゲート試験に二度落第したためにデビューが遅れ、4月19日のダート1600mの未勝利戦でデビューすることになった。これはソエで脚下が固まっていなかったタイキシャトルに無理をさせないためにダートが選ばれたものであり、このレースを2着に4馬身差をつけて圧勝すると、続く500万下も快勝した。未勝利、500万下とレースに出走する中で徐々に脚下が固まってきたため、陣営は初の芝レースへの出走を決める。
6月8日の菖蒲ステークスでは、のちに重賞を勝つシンコウスプレンダ、オースミジェットを相手に完勝し、3連勝を飾る。続く菩提樹ステークスはテンザンストームにクビ差の2着と不覚を取るが、調教師の藤沢和雄は「あのレースはノーマークの馬に単騎で行かれ、捉えきれなかっただけ。『強い馬』が負けるときの典型的なパターンと言えるでしょう」と語り、意に介さなかった。また、レースでは他馬より重い56kgの斤量を課せられており、初の関西も影響したと考えられる。
3ヶ月の休養を経て秋を迎え、GIIIのユニコーンステークスに駒を進めた。秋の初戦にダートを選んだことについて藤沢は「芝・ダートを問わず、とにかくマイルのレースに使いたかったんですよ。さらに言うと、4歳（現在の3歳）限定戦が望ましい。その2つの条件を満たすのがたまたまユニコーン（ステークス）だったというだけなんです」と語った。3番人気でレースを迎えたタイキシャトルは楽々先行すると、ラスト3ハロンを出走馬中最速となる37秒9でまとめ、2着となったワシントンカラーに2馬身半の差をつけて快勝、重賞初制覇を飾った。
ユニコーンステークスを快勝したタイキシャトルは、初の古馬とのレースとなるGIIの芝重賞、スワンステークスに臨んだ。このレースでは主戦の岡部幸雄が同厩のシンコウキングに騎乗したため、横山典弘が手綱をとった。これはシンコウキングに気難しい面があり、岡部でなければ上手くコントロール出来ないという厩舎の事情からであった。レースでは3番手につけると直線で抜けだし、追い込んできた1番人気のスギノハヤカゼに3⁄4馬身の差をつけて優勝した。
ダート、芝の重賞を連勝したタイキシャトルは、最大の目標としていたGIのマイルチャンピオンシップに出走することになった。この年は1番人気が4歳馬ながら安田記念で古馬に混じって3着に好走したスピードワールド、他にも桜花賞馬キョウエイマーチ、1995年の皐月賞馬ジェニュインをはじめ、ヒシアケボノ、シンコウキング、マイネルマックス、タイキフォーチュンと6頭のGIホースが出走しており、さらには本格化前ではあったものの翌年の宝塚記念を勝つサイレンススズカが出走するなど、ハイレベルな競走となった。強豪馬が揃う中で2番人気に推されたタイキシャトルは、岡部が前走に引き続きシンコウキングに騎乗することになったため、再び横山を背にレースに臨んだ。レース本番では、キョウエイマーチが1000メートルの通過タイムが56秒5という超ハイペースで引っ張り、サイレンススズカ、ヒシアケボノが続く中、好スタートをきったタイキシャトルは前から4番手、5番手を追走した。直線に入り、ハイペースに巻き込まれたサイレンススズカ、ヒシアケボノが相次いで失速する中、タイキシャトルは鞍上の横山のゴーサインに瞬時に反応すると、粘るキョウエイマーチをあっさりと差しきって、2馬身差をつけて快勝した。このレース後、横山はタイキシャトルのあまりの強さに驚嘆し、「岡部さん、反則ですよ。こんな強い馬に乗ってたなんて」と憎まれ口をたたくと、岡部が「何言ってんだよ。もし最初からお前が乗ってたら、こんなに強くなってないよ」とやり返す一幕があったという。また藤沢もタイキシャトルのGI初制覇となったこの時点で「海外」を意識するほど鮮やかな勝利だった。なお、マイルチャンピオンシップを4歳馬が勝利をしたのは、1988年のサッカーボーイ以来、9年ぶりのことであった。
その後、手綱が横山から岡部に戻ったスプリンターズステークスも単勝1.9倍の圧倒的な1番人気に推され、いつも通り好位につけ、直線で突き抜けると、2着のスギノハヤカゼに1 3/4馬身差をつけて優勝した。なお、同一年にマイルチャンピオンシップとスプリンターズステークスの2つの秋短距離GIを勝ったのはタイキシャトルが初である。またこの年は、他にGI競走で際立った実績を挙げた馬が少なかったため、短距離馬として初の年度代表馬選出の可能性もささやかれたが、年度代表馬はエアグルーヴに渡り、この年は最終的にJRA賞最優秀短距離馬に選出されるにとどまった。

### 5歳時（1998年）
陣営は海外遠征も見据えて安田記念出走を予定していたが、放牧先の寒さが原因となって蹄に亀裂が入り、出走が危ぶまれる事態となった。藤沢は装蹄師の志賀勝雄に対処を依頼、志賀は通常より少ない4本の釘で蹄鉄を打つ特殊な技法（フォーポイント）を用い、蹄の回復を促すことに成功。安田記念の前哨戦である京王杯スプリングカップに出走することができた。
同レースでは、タイキシャトルは休み明けながら単勝1.5倍の1番人気に推され、スタート後、好位につけると直線で抜け出し、強く追われることもないまま2着のオースミタイクーンに1 1/2馬身差をつけ、1分20秒1のレコードで勝利した。藤沢はレース後、「終始馬なりであの強さ。海外のGIを狙えるような馬は、休み明けだろうとなんだろうと、国内のGII程度ならあれくらいの競馬ができてしまうものなんだと実感しました」とタイキシャトルのポテンシャルの高さを絶賛した。
連闘で翌週の高松宮記念に出走する計画もあったが登録だけに留め、安田記念へ向かう。大雨のため稀に見る超不良馬場となった安田記念は実質的なタイキシャトルの壮行レースとなり、単勝1.3倍の圧倒的な1番人気に支持されたものの、初となる不良馬場を不安視する声もあった。しかしレースでは道悪を全く問題にせずにあっさり好位につけると、逃げるエイシンバーリンを見ながら4番手付近を追走。第4コーナーから最後の直線にかけて、雨で荒れた馬場を嫌って各馬が内外に広がる中、馬場の真ん中へと持ち出されたタイキシャトルは豪快に伸び、先に抜け出した香港のオリエンタルエクスプレスに外から並びかけると、一瞬で突き放し2馬身半の差をつけて勝利。不良馬場への適性を自らの走りで証明するとともに、この勝利で陣営がかねてから宣言していた海外遠征が決定的になった。

#### フランス遠征
出走レースの候補に挙がったのは、イギリスのサセックスステークス（グッドウッド競馬場、芝1マイル）、フランスのジャック・ル・マロワ賞（ドーヴィル競馬場、芝1600m）、モーリス・ド・ゲスト賞（ドーヴィル競馬場、芝1300m）の3つで、中でも藤沢は華やかなグロリアスグッドウッド開催のサセックスステークスに挑戦したいと考えていた。しかし、当時の大樹ファーム副社長ジョン・マルドゥーンから「サセックスステークスの行われるグッドウッド競馬場はアップダウンが激しいので、日本馬向きとは思えない。普段ここで乗り慣れていない日本のジョッキーも苦労するんじゃないかな…」、「モーリス・ド・ゲスト賞やジャック・ル・マロワ賞の舞台となるドーヴィル競馬場は、逆に平坦なので、日本の馬でもこなせると思うけどね」という意見を受け、大樹ファームの赤澤芳樹代表から遠征先を一任されていた藤沢は頭を悩ませた。そんな折、シーキングザパールでフランス遠征を計画していた森秀行調教師から「タイキシャトルも行くなら飛行機を同じのにするなどして、経費的に節約できるモノは節約しませんか？」と相談を受け、最終的にフランスのマイルG1の最高峰であるジャック・ル・マロワ賞が遠征レースとして選ばれた。
7月21日に渡仏したタイキシャトルだったが、レース本番を約1ヶ月後に控えた渡仏だった点について「もっと早く向こう（フランス）に行って、環境に慣らした方がいいのでは?」との周囲の声もあったが、「日本で競馬を使うときと同じように調整をしたい」との藤沢の考えのもと、調教もいつも通り馬なり中心で行われ、その効果もあってかフランスに渡った後もタイキシャトルはイラつくこともなく、終始リラックスをしていた。
また、フランスではトニー・クラウト厩舎に入厩したが、その際、クラウト厩舎ではタイキシャトルが万全の状態で調整ができるよう、日陰かつ目の前の馬の往来も比較的少ない馬房を使用させてくれ、偉業達成のための協力を惜しまなかった。厩舎でのタイキシャトルを見たクラウトは「いつ見てものんびりしている感じで、寝ている事もたびたび。レースへ向けて気持ちが乗って来ない感じで、体も太い感じ。『もう少し強い調教をした方が良いのではないか？』と思いました」と当時を振り返っている。しかし、藤沢は「海外へ行くとむしろ張り切ってやり過ぎる傾向がある。でも、オーバーワークになったら良い状態に戻すのは難しい。トニー(クラウト)が正しいとか正しくないという意味ではなくて、海外だからと言って普段と違う事をやる必要はないんだ。今まで日本でやってきた通り、自信を持って同じ事をやり通せば良いんだ」と自信をもってタイキシャトルをレースに送り出した。ジャック・ル・マロワ賞の1週間前に行われたモーリス・ド・ゲスト賞でシーキングザパールが日本調教馬として初の海外GI制覇を成し遂げたことや、その際、シーキングザパールの調教師だった森秀行が「来週、出走するタイキシャトルはもっと強いですよ」と発言したこともあり、タイキシャトルはこのレースでも単勝1.3倍という圧倒的な1番人気に支持されており、一時的に単勝オッズが1.1倍になるほど一本かぶりの人気となった。これは強敵と見られていたインティカブが故障のため出走回避したことで、日本で圧倒的な戦績を誇っていたタイキシャトルに人気が集中した面もある。このオッズを見た藤沢は「まるで日本のレースに出たときのオッズだな…」と苦笑するしかなかったという。
当日は森秀行調教師曰く「晴れてるのに馬場が重かった。シーキングザパールが勝ったから、水を撒かれた。消防車みたいなホースで一晩中」と言う重馬場でのレースとなり、タイキシャトルは逃げるケープクロスの後を2番手で追走したが、レース前半は集中力を欠き、物見をしながら走っていた。直線1600mという仕掛けどころの難しいコースで岡部が残り100mで仕掛けると、すぐさまケープクロスを競り落し、最後は追い込んだ2番人気のアマングメンを半馬身抑えて海外G1のタイトルを手に入れた。シーキングザパール、タイキシャトルと日本調教馬が2週続けてフランスのG1を勝ったことはヨーロッパの競馬関係者に大きな衝撃を与えた。また、調教師の藤沢、騎手の岡部にとっては本場のG1を勝つという悲願を達成した瞬間であり、岡部が表彰式で涙を見せるシーンもあった。ただ、この日のタイキシャトルはこれまでにないほど入れ込み、装蹄中の志賀を蹴った上、レースまでの数時間で入れ込みが治まらなければ出走取り消しの判断が下される可能性すらあったという。
その後はムーラン・ド・ロンシャン賞やブリーダーズカップ・マイルに挑戦することも検討されたが、検疫の問題等もあり、最終的には日本へ帰国しマイルチャンピオンシップに進むことが決定した。

#### 帰国後

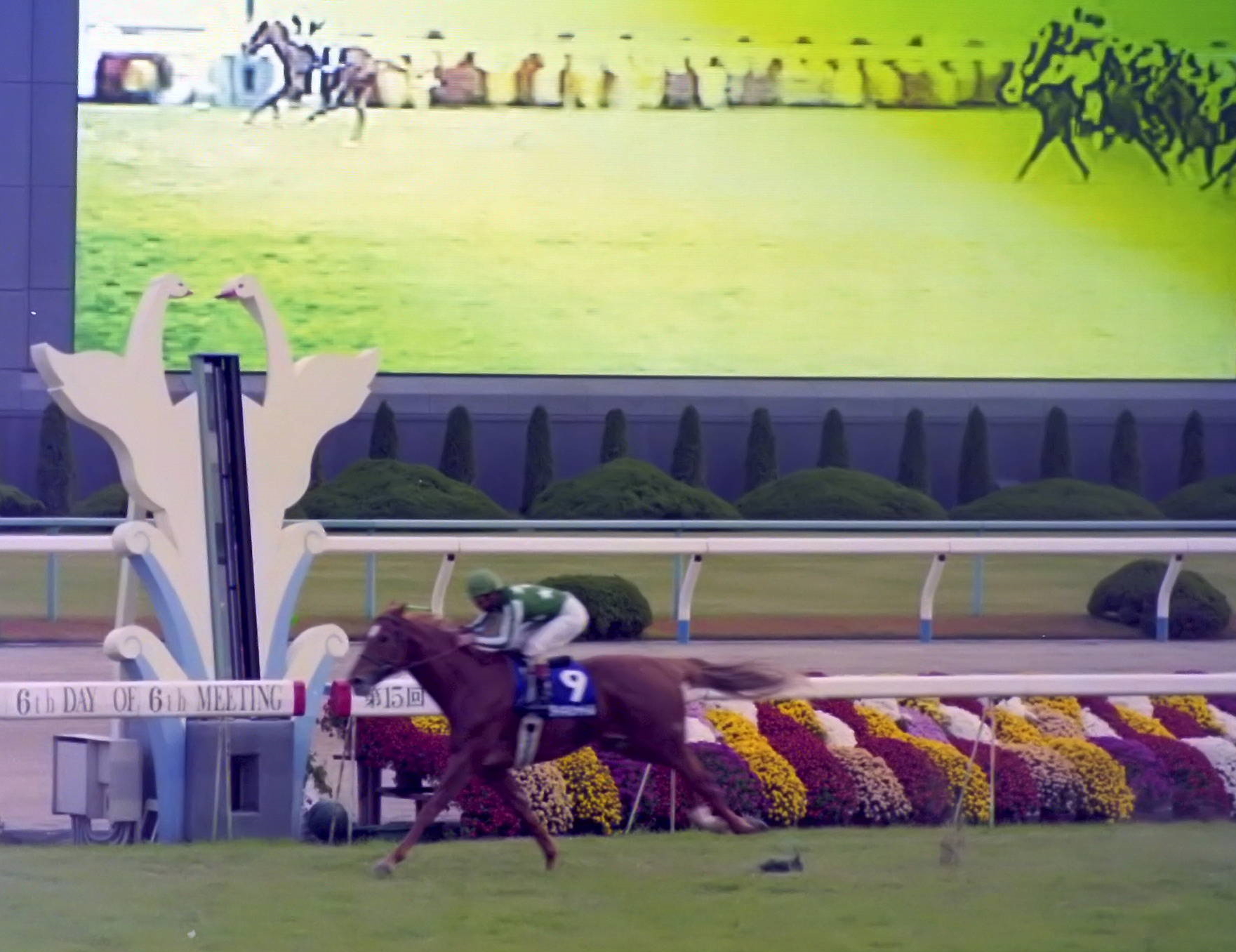
第15回マイルチャンピオンシップ

日本へ凱旋したタイキシャトルは、予定通りマイルチャンピオンシップに出走すると、好位を追走し、直線に入ってすぐに先頭に立つと後続をちぎるだけという圧倒的な競馬で5馬身差の完勝、マイルチャンピオンシップ連覇を達成した。本来はマイルチャンピオンシップを最後に引退する予定であったが、JRAからの要望により、予定を変更してスプリンターズステークスを引退レースとすることとなった。しかし単勝1.1倍の圧倒的人気を集めたものの、マイネルラヴ、シーキングザパールの2頭にタイム差無しのアタマ、クビ差の3着と敗れた。
引退レースとなったスプリンターズステークスの敗戦について藤沢は「明らかに走るのを嫌がるそぶりを見せるようになっていたんですよね。それが顕著になったのは、マイルチャンピオンシップの直後でした。レース後、耳を絞って反抗していましたから…マイルチャンピオンシップもスプリンターズステークスも明らかに太かったんですが、調整段階から馬の気持ちが走る方向を向いていなかったように、自分で体を作るのを拒否したからでしょう。もし、シャトルが人間の言葉を話せたなら、“もう引退させてくれ”と言っていたかもしれません」と振り返り、馬が競馬をしたくなくなっていたことにあると振り返った。この日の最終レース後に行われた引退式では、タイキシャトルのデビュー以来の全成績がターフビジョンに映し出されたが、ラストランとなったスプリンターズステークスの着順の欄には「1着」（実際は3着）と記載されていた。
そして日仏で3つのGIを勝ったことが評価され、この年の最優秀短距離馬、最優秀5歳以上牡馬および年度代表馬となる。なお、短距離専門の馬が年度代表馬となったのはこの馬が初めてである。また、フランスの年度代表馬顕彰（エルメス賞）において最優秀古馬に選出された。また、翌年の1999年には現役時代の活躍が評価をされて、短距離馬として初のJRA顕彰馬(殿堂入り)として選定され、日本競馬史における歴史的名馬の地位を確固たるものにした。

## 競走成績
以下の内容はJBISサーチとnetkeiba.com、およびフランスギャロによる。
| 年月日     | 競馬場     | 競走名                 | 格   | 人気 | 倍率 | 着順 | 距離          | タイム（上3F） | 騎手     | 勝ち馬 / （2着馬）           |
| ---------- | ---------- | ---------------------- | ---- | ---- | ---- | ---- | ------------- | -------------- | -------- | ---------------------------- |
| 1997.4.19  | 東京       | 4歳未勝利              |      | 1人  | 2.8  | 1着  | ダ1600m（良） | 1:39.0 (38.4)  | 岡部幸雄 | （アカシグリスン）           |
| 1997.5.3   | 京都       | 4歳500万下             |      | 1人  | 2.1  | 1着  | ダ1200m（良） | 1:12.2 (37.4)  | 岡部幸雄 | （サウンドカスケード）       |
| 1997.6.8   | 東京       | 菖蒲S                  | OP   | 2人  | 3.0  | 1着  | 芝1600m（良） | 1:36.5 (34.2)  | 岡部幸雄 | （ベルシャルマンテ）         |
| 1997.7.6   | 阪神       | 菩提樹S                | OP   | 1人  | 1.7  | 2着  | 芝1400m（良） | 1:20.9 (35.8)  | 岡部幸雄 | テンザンストーム             |
| 1997.10.4  | 東京       | ユニコーンS            | GIII | 3人  | 5.1  | 1着  | ダ1600m（良） | 1:36.8 (37.9)  | 岡部幸雄 | （ワシントンカラー）         |
| 1997.10.25 | 京都       | スワンS                | GII  | 2人  | 4.8  | 1着  | 芝1400m（良） | 1:20.7 (34.4)  | 横山典弘 | （スギノハヤカゼ）           |
| 1997.11.16 | 京都       | マイルCS               | GI   | 2人  | 3.8  | 1着  | 芝1600m（良） | 1:33.3 (36.1)  | 横山典弘 | （キョウエイマーチ）         |
| 1997.12.14 | 中山       | スプリンターズS        | GI   | 1人  | 1.9  | 1着  | 芝1200m（良） | 1:07.8 (34.9)  | 岡部幸雄 | （スギノハヤカゼ）           |
| 1998.5.16  | 東京       | 京王杯SC               | GII  | 1人  | 1.5  | 1着  | 芝1400m（良） | R1:20.1 (34.7) | 岡部幸雄 | （オースミタイクーン）       |
| 1998.6.14  | 東京       | 安田記念               | GI   | 1人  | 1.3  | 1着  | 芝1600m（不） | 1:37.5 (37.0)  | 岡部幸雄 | （オリエンタルエクスプレス） |
| 1998.8.16  | ドーヴィル | ジャック・ル・マロワ賞 | G1   |      |      | 1着  | 芝1600m（BS） | 1:37.40        | 岡部幸雄 | (Among Men)                  |
| 1998.11.22 | 京都       | マイルCS               | GI   | 1人  | 1.3  | 1着  | 芝1600m（良） | 1:33.3 (36.0)  | 岡部幸雄 | （ビッグサンデー）           |
| 1998.12.20 | 中山       | スプリンターズS        | GI   | 1人  | 1.1  | 3着  | 芝1200m（良） | 1:08.6 (35.5)  | 岡部幸雄 | マイネルラヴ                 |

- タイム欄のRはレコード勝ちを示す。
- ジャック・ル・マロワ賞の馬場状態の発表は“Bon Souple”[24]。これはJRAの翻訳基準では「稍重」に相当する[25]。馬場状態#芝馬場も参照。

### 受賞
- JRA賞年度代表馬（1998年）
- JRA賞最優秀5歳以上牡馬（1998年）
- JRA賞最優秀短距離馬（1997、1998年）
- フランスエルメス賞 最優秀古馬（1998年）
- JRA顕彰馬（1999年）

### 記録
1997年ユニコーンステークスから1998年マイルチャンピオンシップまで記録した重賞8連勝の記録はテイエムオペラオーと並ぶJRA所属馬の記録である。さらにマイル戦ではダートを含め7戦7勝という絶対的な強さを誇り、またその勝ちっぷりも圧倒的であった。日本競馬史上最強のマイラーはどの馬かという問いに対して、最も多く名前の挙がる一頭である。
2019年春にnetkeibaによって行われた「競馬ファンが選ぶ『平成最強マイラー』ランキング」では、総数27000票に及ぶ投票の中、7819票を獲得し、第1位に選出された。2位モーリス(5710票)、3位ウオッカ(2930票)に大差をつけた結果から、現役を引退して20年以上が経過しても「平成」という時代の中でタイキシャトルが超一流のマイラーとして競馬ファンの記憶に大きなインパクトを残しており、最強マイラーとして広く認められていることが示された結果となった。

## 特徴
距離適性
過去の名マイラー達が中距離でも好成績を収めていたことから（ニッポーテイオー、オグリキャップ、ヤマニンゼファーなど）、タイキシャトルにも中距離のレースへの出走を望む声があった（実際1998年の有馬記念のファン投票では8位に推されており、大川慶次郎も是非出て欲しいと発言した）。調教師の藤沢和雄は、「有馬記念が東京の2400メートルなら使いますよ。シャトルは頭がいいから、中山の2500メートルだと一周目でゴールと勘違いしてしまう」と冗談とも本気ともつかぬ発言をしたこともあった。これは有馬記念のスタート地点が1200メートルのレースのスタート地点と似た場所に設定されていたための発言であった。
またタイキシャトルがマイル以下のレースしか出走しなかったことについて、藤沢は「世間ではマイラーと言われていますが、2000mまでなら十分こなせたと思いますよ。まあ、ベストはマイルなんでしょうけど、“絶対能力は距離適性を凌駕する”と言われているように、2400mはオーバーでしょうが、2000mまでなら超一流だったはず。もし、今、シャトルを預かっていたなら、迷うことなく秋の天皇賞に出していたでしょう。というか、秋の最大目標をそこに置いていたはずです。しかし、当時は“外国産馬”という縛りがあって、出走自体が叶わぬ夢でした」と語っている。
藤沢は1998年の毎日王冠を使いたかったとも発言している。このレースを制したのはサイレンススズカだったが、同馬とは1997年のマイルチャンピオンシップにて生涯1度だけ対戦があったが、サイレンススズカは桜花賞馬キョウエイマーチの逃げについて行けず15着に終わり、名勝負とは程遠い結果となった。
レース
好位で先行しつつ、最後の直線でさらに引き離すレースが特徴で、1997年、98年のマイルチャンピオンシップや1998年の安田記念など、先行しながら上がり最速を記録しているレースもある。また、どんなコースや馬場状態になっても安定して実力を発揮することができる強さがある。
身体的特徴
タイキシャトルの蹄は非常に脆く、かつ水分を多量に含んでいた。そのため厩舎スタッフは蹄の状態の管理に常に気を払っていた。1997年のスプリンターズステークス優勝後は蹄の状態が悪化し、引退の危険性もあった。また、同馬は栗毛であるが、タテガミ、尻尾が金色の尾花栗毛である。
性格
調教師の藤沢によると、デビュー当時のタイキシャトルはその素質こそ誰も疑うことはなかったが、誰でも御せるような単純な馬ではなかったという。慎重すぎる性格のせいでゲート試験に2度も落ちており、ファンがゴール前でまき散らす外れ馬券の紙吹雪に気を取られてしまうような細かい面をもっていた。また、キャリアが浅い時期には出ムチを入れなければ走らないこともあった。その後、キャリアを重ねる中で陣営の努力により馬が競馬を覚え、素質を開花させていった。

## 種牡馬時代

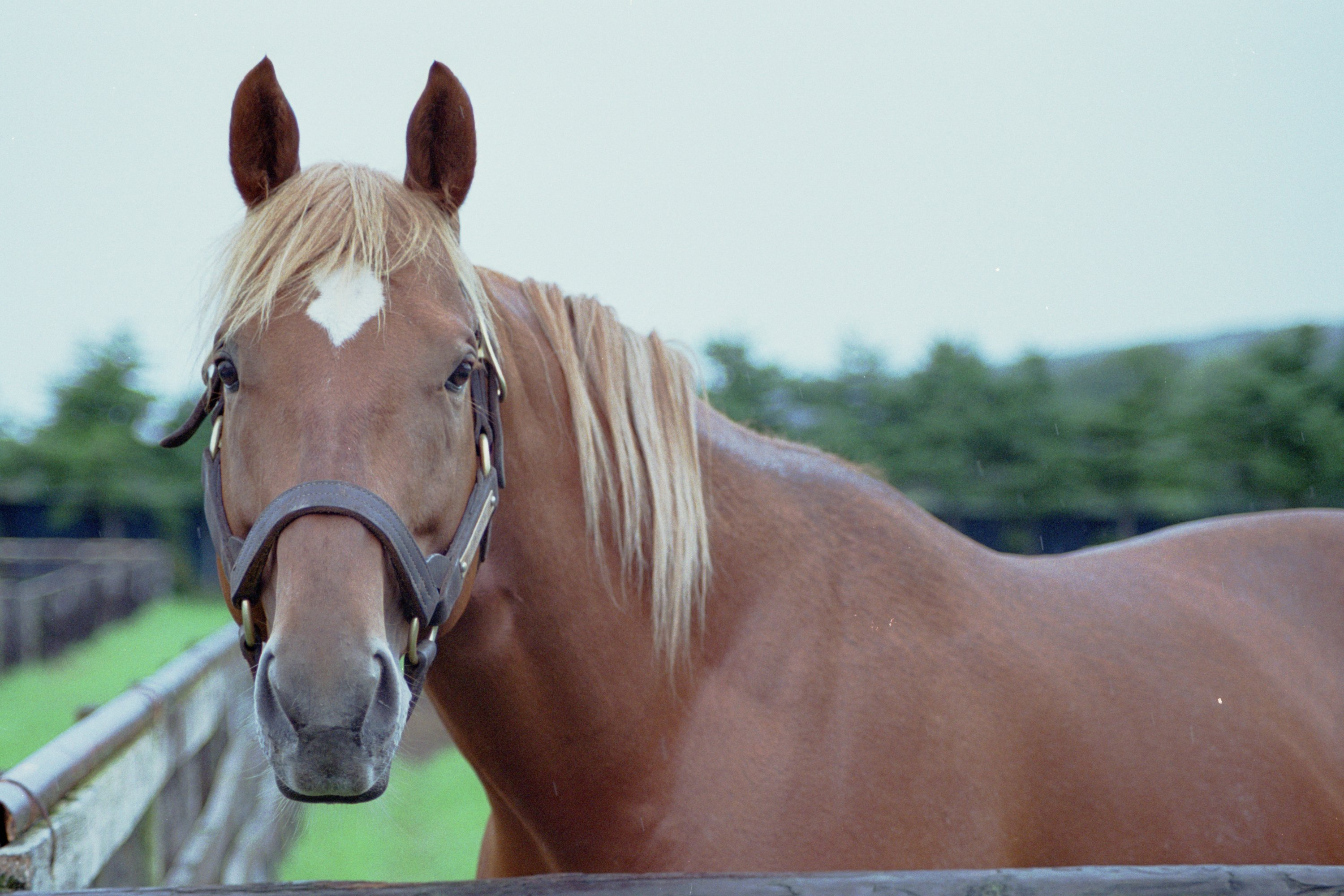
2000年9月、アロースタッド

引退後は種牡馬となり、イーストスタッドとアロースタッドを2年おきに移動する国内シャトルの形態で繋養されている。
初年度産駒のウインクリューガーが2003年にNHKマイルカップを9番人気の低評価を覆して優勝、2005年には1年以上勝ち星のなかったメイショウボーラーがダート重賞3連勝でフェブラリーステークスに優勝するなど芝・ダートを問わずマイル以下の距離で活躍馬を輩出している。名前を挙げた2頭は、共に後継として種牡馬入りしている。2006年の種付けシーズンの前に右目を負傷して失明の危機に陥ったが、手術を受け視力は回復した。

### 年度別種牡馬成績（中央+地方）
| 年     | 出走 | 出走 | 勝利 | 勝利 | 順位 | AEI  | 収得賞金         |
| 年     | 頭数 | 回数 | 頭数 | 回数 | 順位 | AEI  | 収得賞金         |
| ------ | ---- | ---- | ---- | ---- | ---- | ---- | ---------------- |
| 2002年 | 36   | 105  | 12   | 14   | 115  | 1.35 | 1億8640万9000円  |
| 2003年 | 118  | 626  | 41   | 60   | 22   | 1.85 | 8億2223万9000円  |
| 2004年 | 162  | 1010 | 71   | 124  | 16   | 1.69 | 10億1891万1000円 |
| 2005年 | 176  | 1102 | 87   | 147  | 10   | 2.18 | 14億0350万4000円 |
| 2006年 | 219  | 1318 | 84   | 143  | 17   | 1.33 | 11億1578万6000円 |
| 2007年 | 238  | 1579 | 103  | 198  | 16   | 1.20 | 11億1094万9000円 |
| 2008年 | 277  | 1847 | 119  | 230  | 17   | 1.25 | 13億5032万2000円 |
| 2009年 | 263  | 1871 | 118  | 209  | 17   | 1.33 | 13億7047万0000円 |
| 2010年 | 240  | 1772 | 99   | 174  | 17   | 1.30 | 12億1674万0500円 |
| 2011年 | 215  | 1467 | 94   | 190  | 26   | 1.03 | 8億4702万8000円  |
| 2012年 | 217  | 1438 | 77   | 143  | 26   | 0.83 | 6億8084万3500円  |
| 2013年 | 239  | 1679 | 102  | 164  | 24   | 0.86 | 7億8715万4500円  |
| 2014年 | 233  | 1757 | 98   | 169  | 27   | 0.78 | 7億1470万0500円  |
| 2015年 | 232  | 1889 | 101  | 176  | 33   | 0.64 | 6億0562万5000円  |
| 2016年 | 215  | 1797 | 100  | 228  | 36   | 0.58 | 5億2033万9500円  |
| 2017年 | 207  | 1827 | 101  | 197  | 33   | 0.71 | 6億2623万4500円  |

- 2017年終了時点[28][29]。

### GI/JpnI競走優勝馬
太字はGI（またはJpnI)競走。
- 2000年産

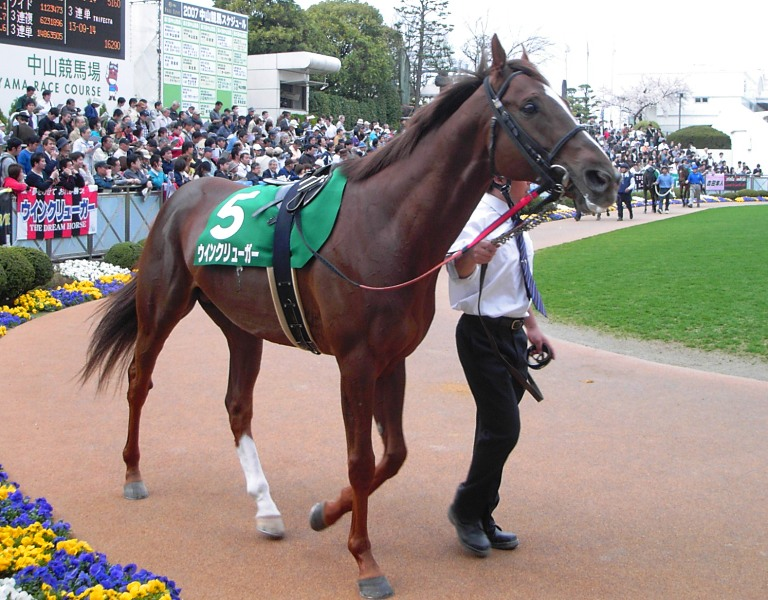
ウインクリューガー

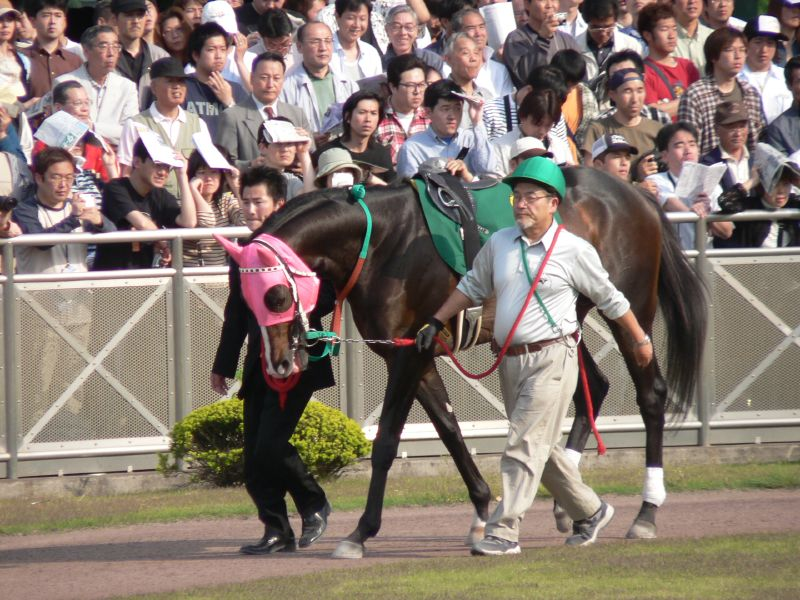
メイショウボーラー

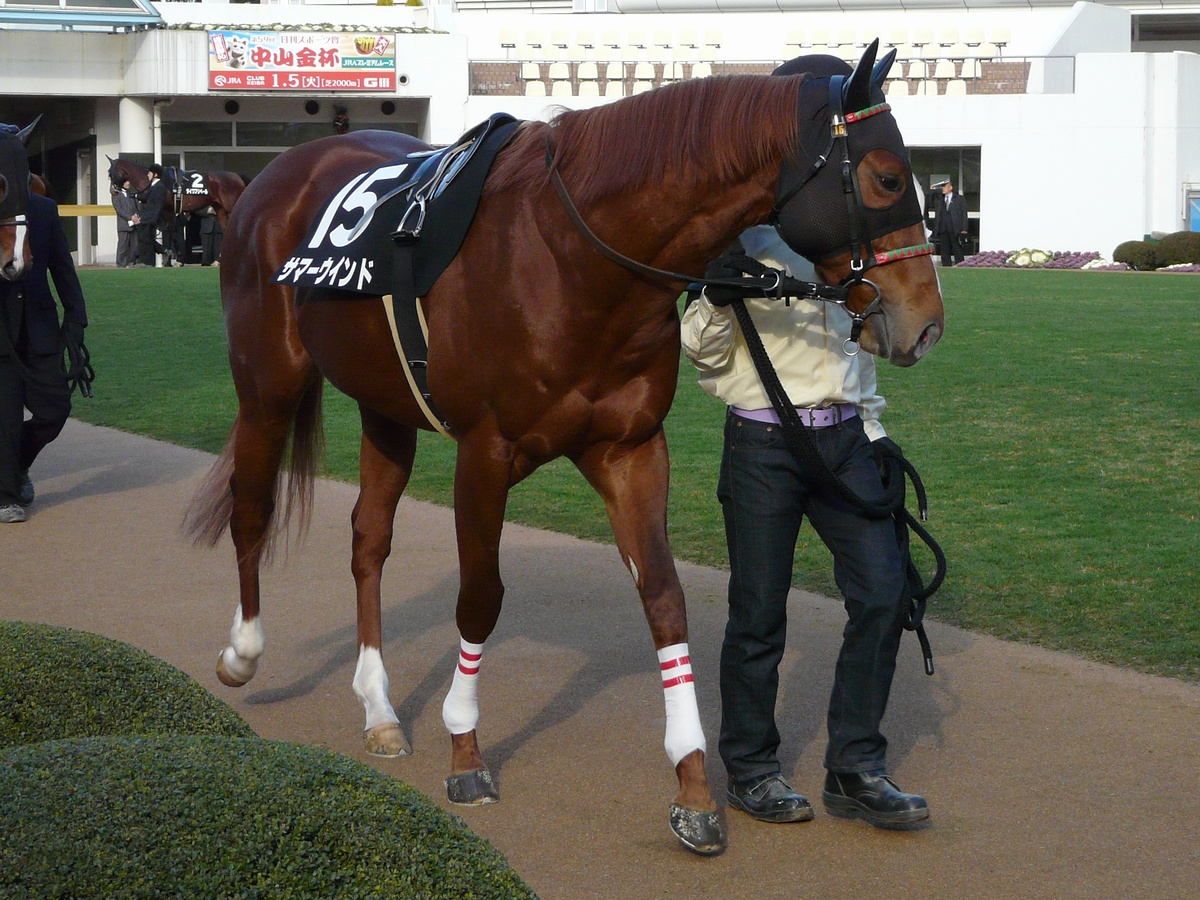
サマーウインド

  - ウインクリューガー（NHKマイルカップ、アーリントンカップ）[30]
- 2001年産
  - メイショウボーラー（フェブラリーステークス、デイリー杯2歳ステークス、根岸ステークス、ガーネットステークス、小倉2歳ステークス）[31]
- 2005年産
  - サマーウインド（JBCスプリント、東京盃、クラスターカップ）[32]

### グレード制重賞優勝馬
*印は地方重賞。
- 2000年産
  - ゴールデンキャスト（セントウルステークス 2回）[33]
- 2001年産
  - ウイングレット（中山牝馬ステークス）[34]
  - ディアチャンス（マーメイドステークス）[35]
- 2002年産
  - テイエムチュラサン（アイビスサマーダッシュ）[36]
  - ディープサマー（クリスタルカップ、船橋記念*、アフター5スター賞*）[37]
- 2003年産
  - ランヘランバ（京都ジャンプステークス、小倉サマージャンプ）[38]
- 2005年産
  - サトノプログレス（ニュージーランドトロフィー）[39]
- 2006年産
  - レッドスパーダ（京王杯スプリングカップ、東京新聞杯、関屋記念）[40]
- 2008年産
  - フレンチカクタス（フィリーズレビュー）[41]

### 地方重賞優勝馬
- 2001年産
  - テイエムデウス（九州王冠）[42]
  - ニシノフィクサー（スプリング争覇）[43]
- 2002年産
  - セントレアリキ（東海ダービー）[44]
- 2003年産
  - ウォータートリック（ケンタウロスカップ）[45]
- 2008年産
  - エーシンシャラク（早池峰スーパースプリント）[46]
  - スクランブルエッグ（ジュニアグランプリ）[47]
- 2009年産
  - エンジェルツイート（平和賞、東京2歳優駿牝馬）[48]
  - ファイトホーマー（金杯）[49]
- 2010年産
  - ゴールドピューマ（尾張名古屋杯）[50]
- 2012年産
  - ブラックレッグ（黒潮盃）[51]
- 2013年産
  - ガーニーフラップ（クラウンカップ）[52]
- 2014年産
  - バンダイクブラウン（加賀友禅賞）[53]
- 2015年産
  - モダンクラシック（古伊万里賞）[54]

### ブルードメアサイアーとしての主な産駒
- 2005年産
  - ダンツキッスイ - 父シンボリクリスエス（アーリントンカップ）[55]
- 2008年産
  - クラーベセクレタ - 父ワイルドラッシュ（クイーン賞、フローラルカップ*、東京2歳優駿牝馬*、ユングフラウ賞*、京浜盃*、羽田盃*、東京ダービー*、ロジータ記念*、しらさぎ賞*、スパーキングサマーカップ*）[56]
- 2009年産
  - ファインチョイス - 父アドマイヤムーン（函館2歳ステークス）[57]
  - ストレイトガール - 父フジキセキ（ヴィクトリアマイル2回、スプリンターズステークス、シルクロードステークス）[58]
- 2011年産
  - ワンアンドオンリー - 父ハーツクライ（東京優駿、神戸新聞杯、ラジオNIKKEI杯2歳ステークス）[59]
- 2013年産
  - キャンディバローズ - 父ディープインパクト（ファンタジーステークス）[60]
- 2014年産
  - レーヌミノル - 父ダイワメジャー（桜花賞、小倉2歳ステークス）[61]
- 2015年産
  - ゴールドクイーン - 父シニスターミニスター（葵ステークス、かきつばた記念）[62]
- 2017年産
  - クリスタルブラック - 父キズナ（京成杯）[63]
  - バビット - 父ナカヤマフェスタ（ラジオNIKKEI賞、セントライト記念）[64]
- 2019年産
  - サンライズアムール - 父モーリス（クラスターカップ）
- 2022年産
  - エイシンワンド - 父ディスクリートキャット（小倉2歳ステークス）

## 種牡馬引退後
2017年をもって種牡馬を引退。11月1日、特定非営利法人引退馬協会に譲渡。同会所有のフォスターホースとしてイーストスタッドに預託されていたが、2018年11月29日、イーストスタッドより同牧場で繋養されていたメイショウドトウとともに日高町のヴェルサイユファームへ移動した。2019年1月14日にはメイショウドトウとともに去勢手術を受け、両馬とも無事に成功した。
2019年9月15日、ヴェルサイユファームで繋養されていた本馬のたてがみが何者かに切られていたところを手入れをしていた厩務員が発見。同じ牧場で繋養されていたローズキングダムも同様の被害を受けていたことが判明し、同牧場は被害届を提出。なお事件発覚の前日には2頭とも日中放牧されていた（翌年3月27日、北海道警門別署がたてがみの一部を切り取った器物損壊の容疑で、埼玉県川口市に住んでいた当時50代の女を逮捕した）。
2021年6月16日、メイショウドトウともにヴェルサイユファームから新冠町のノーザンレイクへと移動した。
2022年8月17日午前5時頃、老衰による心不全で死亡。認定NPO法人引退馬協会は「午前5時頃、タイキシャトルが馬房で亡くなっていた。馬房には荒れた様子もなく、寝ている間に安らかに旅立ったものと思われ、獣医師の死亡診断でも、老衰による心不全とのこと」と発表した。当日付のスポーツ報知で健在ぶりが伝えられた矢先のことであった。翌18日、日本中央競馬会は全国の競馬場および競馬博物館において献花台・記帳台を設けること、20日に行われる各競馬場のメインレースを「タイキシャトル追悼競走」とすることを発表した。

## 血統表
| タイキシャトルの血統                          | タイキシャトルの血統                | タイキシャトルの血統                | （血統表の出典）                    | （血統表の出典） |
| 父系                                          | ヘイロー系                          | ヘイロー系                          | ヘイロー系                          | [ § 2 ]          |
| 父 Devil's Bag 1981 鹿毛 アメリカ             | 父の父Halo 1969 黒鹿毛 アメリカ     | Hail to Reason                      | Turn-to                             | Turn-to          |
| 父 Devil's Bag 1981 鹿毛 アメリカ             | 父の父Halo 1969 黒鹿毛 アメリカ     | Hail to Reason                      | Nothirdchance                       |                  |
| 父 Devil's Bag 1981 鹿毛 アメリカ             | 父の父Halo 1969 黒鹿毛 アメリカ     | Cosmah                              | Cosmic Bomb                         | Cosmic Bomb      |
| 父 Devil's Bag 1981 鹿毛 アメリカ             | 父の父Halo 1969 黒鹿毛 アメリカ     | Cosmah                              | Almahmoud                           |                  |
| 父 Devil's Bag 1981 鹿毛 アメリカ             | 父の母Ballade 1972 黒鹿毛 アメリカ  | Herbager                            | Vandale                             | Vandale          |
| 父 Devil's Bag 1981 鹿毛 アメリカ             | 父の母Ballade 1972 黒鹿毛 アメリカ  | Herbager                            | Flagette                            |                  |
| 父 Devil's Bag 1981 鹿毛 アメリカ             | 父の母Ballade 1972 黒鹿毛 アメリカ  | Miss Swapsco                        | Cohoes                              | Cohoes           |
| 父 Devil's Bag 1981 鹿毛 アメリカ             | 父の母Ballade 1972 黒鹿毛 アメリカ  | Miss Swapsco                        | Soaring                             |                  |
| 母 *ウェルシュマフィン 1987 鹿毛 アイルランド | 母の父Caerleon 1980 鹿毛 アメリカ   | Nijinsky                            | Northern Dancer                     | Northern Dancer  |
| 母 *ウェルシュマフィン 1987 鹿毛 アイルランド | 母の父Caerleon 1980 鹿毛 アメリカ   | Nijinsky                            | Flaming Page                        |                  |
| 母 *ウェルシュマフィン 1987 鹿毛 アイルランド | 母の父Caerleon 1980 鹿毛 アメリカ   | Foreseer                            | Round Table                         | Round Table      |
| 母 *ウェルシュマフィン 1987 鹿毛 アイルランド | 母の父Caerleon 1980 鹿毛 アメリカ   | Foreseer                            | Regal Gleam                         |                  |
| 母 *ウェルシュマフィン 1987 鹿毛 アイルランド | 母の母Muffitys 1982 鹿毛            | Thatch                              | Forli                               | Forli            |
| 母 *ウェルシュマフィン 1987 鹿毛 アイルランド | 母の母Muffitys 1982 鹿毛            | Thatch                              | Thong                               |                  |
| 母 *ウェルシュマフィン 1987 鹿毛 アイルランド | 母の母Muffitys 1982 鹿毛            | Contrail                            | Roan Rocket                         | Roan Rocket      |
| 母 *ウェルシュマフィン 1987 鹿毛 アイルランド | 母の母Muffitys 1982 鹿毛            | Contrail                            | Azurine                             |                  |
| 母系(F-No.)                                   | Azurine系(FN:4-d)                   | Azurine系(FN:4-d)                   | Azurine系(FN:4-d)                   | [ § 3 ]          |
| 5代内の近親交配                               | Hail to Reason S3×M5、Mahmoud S5×S5 | Hail to Reason S3×M5、Mahmoud S5×S5 | Hail to Reason S3×M5、Mahmoud S5×S5 | [ § 4 ]          |
| 出典                                          | 1. 2. 3. 4.                         | 1. 2. 3. 4.                         | 1. 2. 3. 4.                         | 1. 2. 3. 4.      |

- 母ウェルシュマフィンの全妹に、ピースオブワールドの母であるビバムールがいる。
- 半弟のタイキファイヤー（父Miswaki、通算4戦2勝）も引退後種牡馬となったが、目立った産駒は出ていない[75]。